# Madagascarentomon condei
Madagascarentomon condei – gatunek pierwogonka z rzędu Eosentomata i rodziny Eosentomidae. Jedyny znany gatunek monotypowego rodzaju Madagascarentomon.

## Taksonomia
Gatunek opisany został w 1978 przez Josefa Noska i umieszczony w nowym rodzaju Madagascarentomon jako gatunek typowy. Nazwa rodzajowa nawiązuje do lokalizacji, a gatunkowa została nadana na cześć Bruna Condé.

## Występowanie
Gatunek ten jest endemitem Madagaskaru, gdzie znany jest jedynie z wyżyny Ankazobe.